# Андорра на зимних Олимпийских играх 1980
Андорра принимала участие в Зимних Олимпийских играх 1980 года в Лейк-Плэсиде (США), но не завоевала ни одной медали. 
На играх в Лейк-Плэсиде Андорра была представлена только в горных лыжах следующими тремя спортсменами:
- Патрик Туссен
- Мигель Фонт
- Карлос Фонт

Флаг Андорры нёс Карлос Фонт.